# Gianni Amelio
Gianni Amelio (* 20. ledna 1945, San Pietro di Magisano, Provincie Catanzaro) je italský filmový režisér, který obdržel v letech 1990, 1992 a 1994 Evropskou filmovou cenu za nejlepší film roku.
Vyrůstal pouze s matkou a babičkou, neboť otec rodinu opustil krátce po jeho narození. V roce 2014 se médiím přiznal ke svojí homosexuální orientaci.